# Bourron-Marlotte
Bourron-Marlotte település Franciaországban, Seine-et-Marne megyében. Lakosainak száma 2782 fő (2022. január 1.). Bourron-Marlotte Recloses, Fontainebleau, La Genevraye, Grez-sur-Loing és Montigny-sur-Loing községekkel határos.

## Népesség
A település népességének változása:
| Lakosok száma | 2690 | 2767 | 2864 | 2772 | 2759 | 2763 | 2768 | 2762 | 2782 |
|               | 2013 | 2015 | 2016 | 2017 | 2018 | 2019 | 2020 | 2021 | 2022 |